# Eriocaulon cuspidatum
Eriocaulon cuspidatum là một loài thực vật có hoa trong họ Cỏ dùi trống. Loài này được Dalzell mô tả khoa học đầu tiên năm 1851.